# Kyzył-Mażałyk
Kyzył-Mażałyk (ros. Кызыл-Мажалык) – osiedle typu miejskiego w rosyjskiej autonomicznej republice Tuwy.
Miejscowość liczy 5,9 tys. mieszkańców (2002 r.) i jest ośrodkiem administracyjnym kożuunu (rejonu) barun-chiemczyckiego.